# Gemarkung Oberweißenbach
Die Gemarkung Oberweißenbach liegt vollständig auf dem Gemeindegebiet der Stadt Helmbrechts im Landkreis Hof (Oberfranken, Bayern).

## Geografie
Die Gemarkung hat eine Fläche von 11,360 km² und ist in 1738 Flurstücke aufgeteilt, die eine durchschnittliche Fläche von 6535,99 m² haben. In ihr liegen die Gemeindeteile Bärenbrunn, Bühl, Hampelhof, Helmbrechts (zum Teil), Kriegsreuth, Lehsten, Oberweißenbach, Ochsenbrunn, Ort, Rappetenreuth, Stechera, Suttenbach, Taubaldsmühle und Unterweißenbach.

### Benachbarte Gemarkungen
Die Nachbargemarkungen sind:
| - Gemarkung Baiergrün - Gemarkung Enchenreuth - Gemarkung Gösmes - Gemarkung Helmbrechts - Gemarkung Hohenberg | - Gemarkung Kleinschwarzenbach - Gemarkung Rappetenreuth - Gemarkung Walberngrün - Gemarkung Wüstenselbitz |